# Amarachi Pipi
Amarachi Uchenna Pipi (conocida como Ama Pipi; Londres, 26 de noviembre de 1995) es una deportista británica que compite en atletismo.
Ganó una medalla de bronce en el Campeonato Mundial de Atletismo de 2023, una medalla de bronce en el Campeonato Mundial de Atletismo en Pista Cubierta de 2024, una medalla de bronce en el Campeonato Europeo de Atletismo de 2022 y una medalla de plata en el Campeonato Europeo de Atletismo en Pista Cubierta de 2021.
Participó en  Juegos Olímpicos de Tokio 2020, ocupando el quinto lugar en la prueba de 4 x 400 m.

## Palmarés internacional
| Campeonato Mundial                   | Campeonato Mundial    | Campeonato Mundial | Campeonato Mundial |
| Año                                  | Lugar                 | Medalla            | Prueba             |
| ------------------------------------ | --------------------- | ------------------ | ------------------ |
| 2023                                 | Budapest (Hungría)    | Medalla de bronce  | 4 × 400 m          |
| Campeonato Mundial en Pista Cubierta |                       |                    |                    |
| Año                                  | Lugar                 | Medalla            | Prueba             |
| 2024                                 | Glasgow (Reino Unido) | Medalla de bronce  | 4 × 400 m          |
| Campeonato Europeo                   |                       |                    |                    |
| Año                                  | Lugar                 | Medalla            | Prueba             |
| 2022                                 | Múnich (Alemania)     | Medalla de bronce  | 4 × 400 m          |
| Campeonato Europeo en Pista Cubierta |                       |                    |                    |
| Año                                  | Lugar                 | Medalla            | Prueba             |
| 2021                                 | Toruń (Polonia)       | Medalla de plata   | 4 x 400 m          |